# Stemona parviflora
Stemona parviflora är en enhjärtbladig växtart som beskrevs av Charles Henry Wright. Stemona parviflora ingår i släktet Stemona och familjen Stemonaceae.
Artens utbredningsområde är Hainan (Kina). Inga underarter finns listade.